# QVGA

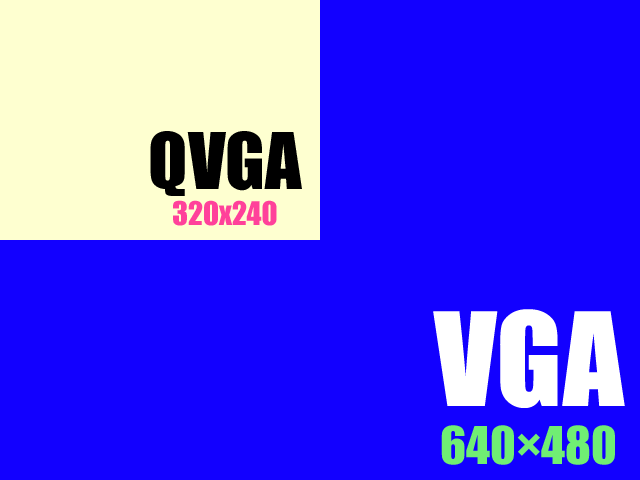
QVGA와 VGA의 해상도를 비교한 그림. (실제 크기로 보려면 클릭)

QVGA 또는 쿼터 비디오 그래픽스 어레이(Quarter Video Graphics Array)는 320 × 240 해상도를 가진 컴퓨터 디스플레이로 잘 알려져 있는 용어이다. 쿼터 VGA나 qVGA로 불리기도 한다. QVGA 디스플레이들은 휴대 전화, PDA, 일부 휴대용 게임기에서 쉽게 찾아 볼 수 있다. 세로 방향으로 정렬하여 240 × 320으로 사용하는 디스플레이들도 있다.
이 이름은 원래 1980년대 말에 de facto 산업 표준이 되었던 IBM VGA 기술에서 지원했던 640 × 480 최대 해상도의 1/4만큼을 제공한 데에서 비롯한다. ("쿼터 VGA"의 쿼터는 1/4을 뜻하는 영어 낱말 quarter를 말한다) QVGA 기능은 표준 VGA 칩셋이나 인터페이스에서 직접 나온 것이 아니며 호환되지도 않는다.
QVGA라는 용어는 스틸 디지털 카메라 (후지필름 파인픽스 S602와 같은)나 휴대 전화 (삼성 SGH-D600, 팬텍 PH-L400V)를 비롯한 여러 기능을 갖춘 장치들에서 일반적으로 찾을 수 있는, 공간 효율성을 따지는 디지털 영상 녹화 장비에서 찾을 수 있다. 각 프레임은 320 × 240 화소의 영상을 담는다. QVGA 비디오는 일반적으로 15나 30 FPS를 가진다.
버전 7 이전에 아이튠즈는 QVGA 해상도의 텔레비전 프로그램들을 배포하여 PC에서 시청하거나 QVGA 해상도에 초당 30 프레임 재생을 지원하는 5세대 아이팟에 동기화할 수 있었다. 아이튠스는 이제 VGA 해상도급(640 × 480)으로 텔레비전 프로그램들과 영화들을 배포하고 있다.
더 높은 해상도에서 Q는 4배를 뜻하는 쿼드(quad)라는 디스플레이 해상도를 가리키기도 한다. (이를테면 2048 × 1536의 QXGA) 쿼터와 쿼드를 구별하기 위해 이따금씩 quarter에 Q 대신 q를 사용하기도 한다.

## 같이 보기
- QQVGA
- HQVGA
- 모드 13h, 모드 X